# 松本流星
松本 流星（まつもと りゅうせい、1998年5月14日 - ）は、日本のプロボクサー。兵庫県高砂市出身。帝拳ボクシングジム所属。第36代日本ミニマム級王者。

## 来歴
4歳からボクシングを始めた。
日出高校卒業後、日本大学に入学。
2021年、日本大学卒業後、三重県スポーツ協会に入って、同年全日本選手権で優勝を果たす。翌2022年、B級プロテストで合格。
2023年2月4日のプロデビュー戦は3回KO勝ち。
そして2024年9月25日、後楽園ホールにて全7試合がミニマム級戦開催の「フェニックスバトル122」のメインイベントで日本ミニマム級1位森且貴と前王者高田勇仁の王座返上に伴う日本同級王座決定戦を行い、7回59秒TKO勝ちを収め日本王座獲得。

## 戦績
- アマチュア - 92戦77勝(6KO)15敗
- プロ - 6戦6勝(4KO)無敗

## 獲得タイトル
- アマチュア
  - 第69回国民体育大会ボクシング競技ピン級　優勝(少年男子の部)
  - 第7回台北市カップ国際トーナメントライトフライ級 優勝
  - 第73回全日本選手権ライトフライ級 優勝
  - 第74回国民体育大会ボクシング競技ミニマム級 優勝
  - 第77回全日本社会人選手権ミニマム級 優勝
- プロ
  - 第36代日本ミニマム級王座（防衛1）

## 表彰
- ボクシングナビプレミアムラウンジ 2024年新鋭賞（2025年）